# Archidiocèse de Kingston en Jamaïque
L'archidiocèse de Kingston en Jamaïque ((la) : Archidioecesis Regiopolitanus in Iamaica ; (en) : Archdiocese of Kingston in Jamaica) est la juridiction de l'Église catholique romaine en Jamaïque. La province de Kingston s'étend sur toute la Jamaïque ainsi qu'au Belize et aux Îles Caïmans. La province est membre de la Conférence épiscopale des Antilles.

## Historique
Le vicariat apostolique de Jamaïque fut érigé en 1837. En 1956, il fut élevé comme diocèse avec autorité sur toute la Jamaïque. En 1967, il devient l'archidiocèse de Kingston.

### Ordinaires
- Benito Fernández Ofm (1837–1855)
- James Eustace Dupeyron S.J. (1855–1872)
- Joseph Sidney Woollett S.J. (1871–1877)
- Thomas Porter S.J. (1877–1888)
- Charles Gordon S.J. (1889–1906)
- John Joseph Collins S.J. (1907–1918)
- William F. O'Hare S.J. (1919–1926)
- Joseph N. Dinand S.J. (1927–1930)
- Thomas Addis Emmet S.J. (1930–1949)
- John Joseph McEleney S.J. (1950–1970)
- Samuel Emmanuel Carter S.J. (1970–1994)
- Edgerton Roland Clarke (de) (1994–2004)
- Lawrence Aloysius Burke S.J. (2004–2008)
- Donald James Reece (2008–2011)
- Charles Henry Dufour (en) (2011–2016)
- Kenneth Richards (2016- )